# Bulldogs Luik

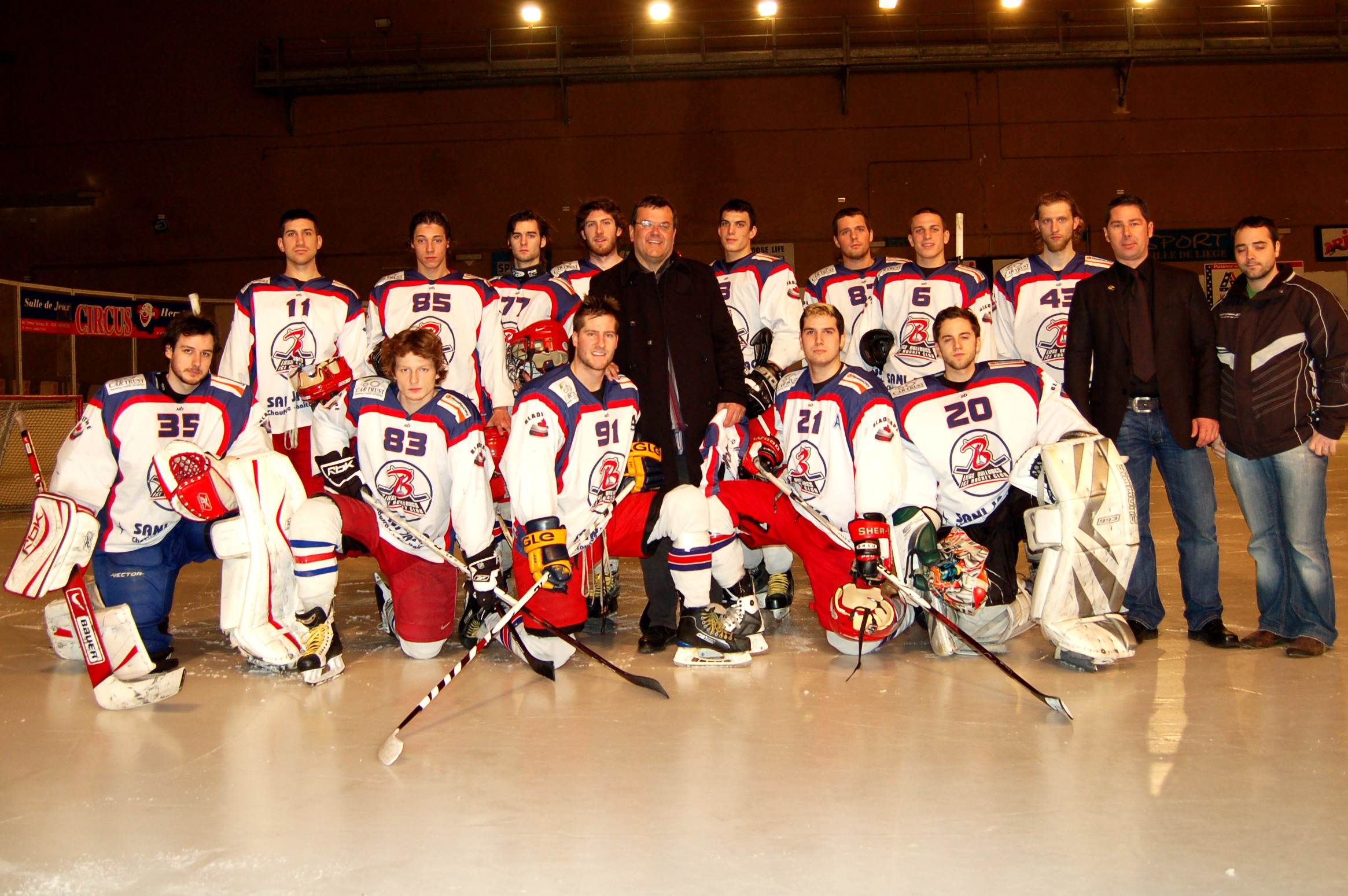
De ploeg in het seizoen 2008-2009

Bulldogs Luik is een Belgische ijshockeyclub uit Luik. Voorzitter is Olivier De Vriendt.

## Geschiedenis
De club werd opgericht in 1997 en speelt sinds 2007 in de Elite league, de hoogste afdeling in het Belgische ijshockey. In het seizoen 2006-'07 en 2007-'08 werden ze zesde in de eindstand, in het seizoen 2008-'09 werden ze vierde.
Ze zijn de (onofficiële) opvolger van Cercle des Patineurs Liégeois, die tienmaal Belgisch kampioen werden.

## Team
- Coach: Jean Claude Mardaga

| #  |                    | Speler        | Positie | Catches | Geboorteplaats |
| -- | Vlag van Luxemburg | Michel Welter | G       | L       |                |

| #  |                      | Player                 | Positie | Shoots | Geboorteplaats       |
| -- | Vlag van Engeland    | Colm Cannon            | F       | L      | Cambridge, Engeland  |
| -- | Vlag van Duitsland   | Stefan Tschammer       | F       | L      | Spremberg, Duitsland |
| 27 | Vlag van Canada      | Philippe Bastarache    | D       | L      | Montreal, Canada     |
| 83 | Vlag van België      | Jordan Paulus          | F       | L      |                      |
| 3  | Vlag van België      | Quentin Rondia         | F       | L      |                      |
| 75 | Vlag van Griekenland | Henri-Charles Poulakis | F       | L      |                      |

| #  |                  | Speler          | Positie | Shoots | Geboorteplaats    |
| –  | Vlag van Canada  | Chris Bratina   | F       | L      | Coquitlam, Canada |
| –  | Vlag van België  | Gaetan Rondia   | F       | L      |                   |
| –  | Vlag van België  | Lorenzo Lipari  | F       | L      |                   |
| 87 | Vlag van België  | Michael Distate | F       | L      |                   |
| 85 | Vlag van België  | Pierre Cornelis | F       | L      |                   |
| –  | Vlag van België  | Dmitri Smets    | F       | L      |                   |
| –  | Vlag van Finland | Teemu Tuominen  | F       | L      | Turku, Finland    |

## Bekende (ex-) spelers
- Philippe Lepage
- Kevin Flather